# 水塔廣場大廈
水塔廣場大廈（英語：Water Tower Place）是美國芝加哥的一座摩天大樓，位於密西根大街北段的「華麗一英里」右側。約翰·漢考克中心位於其西北方的街區。水塔廣場大廈高262公尺、74層樓，於1976年完工。名稱來自於附近的芝加哥水塔。

## 外部來源
- Water Tower Place （页面存档备份，存于）